# Бадёровка (Семёновский район)
Бадёровка (укр. Бадьорівка) — село,
Товстовский сельский совет,
Семёновский район,
Полтавская область,
Украина.
Код КОАТУУ — 5324587603. Население по переписи 2001 года составляло 66 человек.

## Географическое положение
Село Бадёровка находится в 1,5 км от правого берега реки Кривая Руда,
на расстоянии в 1 км от села Толстое.

## История
Село указано на трехверстовке Полтавской области. Военно-топографическая карта.1869 года как хутор Глинина